# Alcis pammicra
Alcis pammicra är en fjärilsart som beskrevs av Louis Beethoven Prout 1925. Alcis pammicra ingår i släktet Alcis och familjen mätare. Inga underarter finns listade i Catalogue of Life.